# Tłumy (województwo łódzkie)
Tłumy – osada w Polsce położona w województwie łódzkim, w powiecie tomaszowskim, w gminie Rzeczyca.
W latach 1975–1998 miejscowość należała administracyjnie do województwa piotrkowskiego.